# Linija Bakerloo

Linija Bakerloo /ˌbeɪkərˈluː/ je linija Londonskog metroa, otvorena između 1906. i 1915., označena smeđom bojom. Vozi djelomično po površini, a djelomično duboko pod zemljom, od Elephant and Castlea u središnjem Londonu, putem West Enda, do Harrow & Wealdstonea u sjeverozapadnim vanjskim predgrađima. Linija ima 25 postaja, od kojih je 15 pod zemljom. Dobila je ime jer prolazi po Baker Street i Waterloou. Sjeverno od Queen's Parka (dio linije iznad površine) dijeli tračnice s Watford DC linijom vlaka, i vozi paralelno s Glavnom linijom Zapadne obale. Bakerloo je deveta najzauzetija linija metroa, a godišnje se njome vozi preko 111 milijuna putnika.